# Anne Pratt
Anne Pratt (Strood, 5 dicembre 1806 – 1893) è stata un'illustratrice e ornitologa britannica.

## Biografia

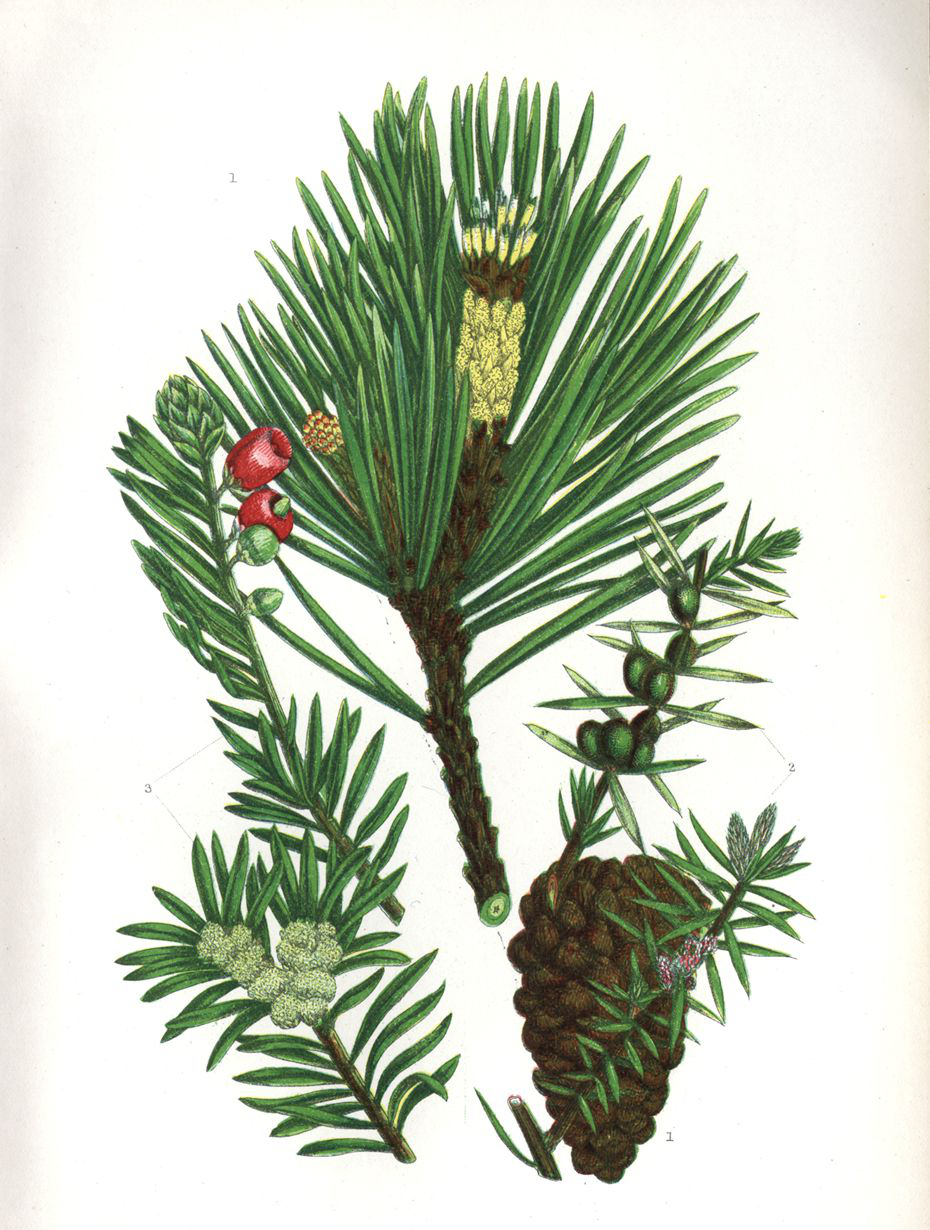
Tavola 213 di "Le piante da fiore della Gran Bretagna", con illustrazione di Pinus sylvestris, Juniperus communis e Taxus baccata

La seconda delle tre figlie di Robert Pratt (1777–1819), un droghiere, e Sara Bundock (1780–1845), Pratt è stata una delle illustratrici più conosciute dell'età Vittoriana. A causa della sua salute cagionevole e di un problema a un ginocchio, durante l'infanzia Pratt è stata incoraggiata a dedicarsi al disegno al posto di svolgere attività all'aria aperta. Pratt studiò alla Eastgate House di Rochester, dove venne introdotta alla botanica dal Dr. Dods, un amico di famiglia. Nel 1826 si trasferì a Londra, nel quartiere di Brixton, dove avviò la sua carriera di illustratrice. Si trasferì a Dover nel 1849, poi nell'East Grinstead nel 1866, dove sposò John Pearless; insieme si trasferirono a Redhill. Anne Pratt morì a Londra, nel quartiere di Shepherd's Bush. 

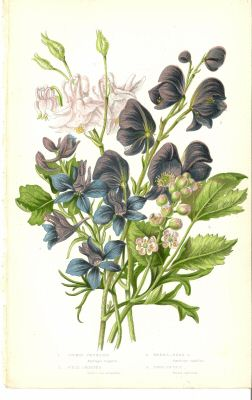
Corydalis cava e Delphinium, illustrazione di Anne Pratt per Wild Flowers, 1852.

Anne Pratt ha scritto più di 20 libri, che ha illustrato utilizzato la tecnica della cromolitografia collaborando con William Dickes, un incisore esperto in questa tecnica. I suoi lavori utilizzavano un linguaggio gergale ma erano al tempo stesso accurati e per questo favorirono la diffusione della botanica nel suo periodo. Già a partire dalla prima pubblicazione, Flowers and Their Associations, i suoi lavori furono molto venduti, ma non ricevette mai l'acclamazione della critica, a causa del pregiudizio legato al fatto che fosse autodidatta. Il suo capolavoro è probabilmente The Flowering Plants, Grasses, Sedges, and Ferns of Great Britain and Their Allies the Club Mosses, Pepperworts, and Horsetails, un progetto in sei volumi in cui sono raccolte più di 1500 specie, con 300 illustrazioni che raccolgono una decade di pubblicazioni (1855–1873). Quest'opera è stata a lungo utilizzata come fonte di riferimento: le illustrazioni di felci nel volume finale sono state utilizzate fino alla metà del ventesimo secolo, comparendo, senza attribuzione e molto ridimensionate, nel Observer's Book of [British] Ferns.

## Opere selezionate
- The Field, the Garden, and the Woodland, 1838.
- Flowers and their associations, 1840.
- The Pictorial Catechism of Botany. London: Suttaby and Co., 1842.
- The Ferns of Great Britain, c. 1850.
- Wild Flowers, 1852 (2 vols.). Also published as classroom wall hangings.
- Poisonous, Noxious, and Suspected Plants, of our Fields and Woods, 1857.
- The Flowering Plants, Grasses, Sedges, and Ferns of Great Britain and Their Allies the Club Mosses, Pepperworts, and Horsetails. London: Frederick Warne and Co., 1855–1873, 6 vols. (Originally only 5 volumes, published 1855–1866, as 'The Flowering Plants of Great Britain; the 6th volume, on grasses, sedges, and ferns, was added in 1873).
- Chapters on Common Things of the Sea-side. Society for the Promotion of Christian Knowledge, 1850.
- Our Native Songsters. Society for the Promotion of Christian Knowledge, 1853.
- Haunts of the Wild Flowers. Routledge, Warne and Routledge, 1863.
- The Garden Flowers of the Year. Religious Tract Society, 1846.
- Wild Flowers of The Year. Religious Tract Society, 1846.
- The Excellent Woman as Described in Proverbs 31. Religious Tract Society, 1863.

## Galleria d'immagini

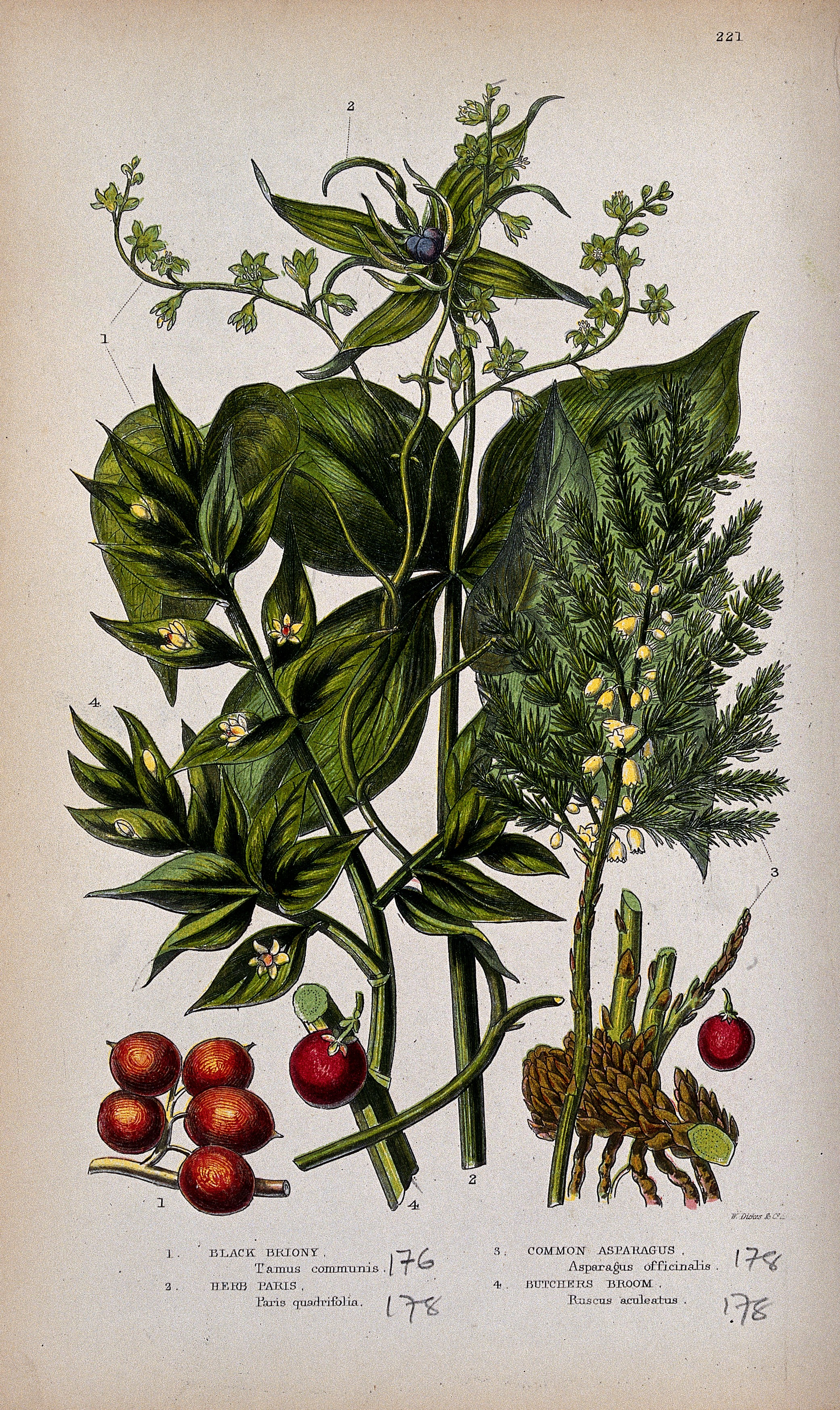
Quattro piante da fiore e da frutto, illustrazione di Anne Pratt.
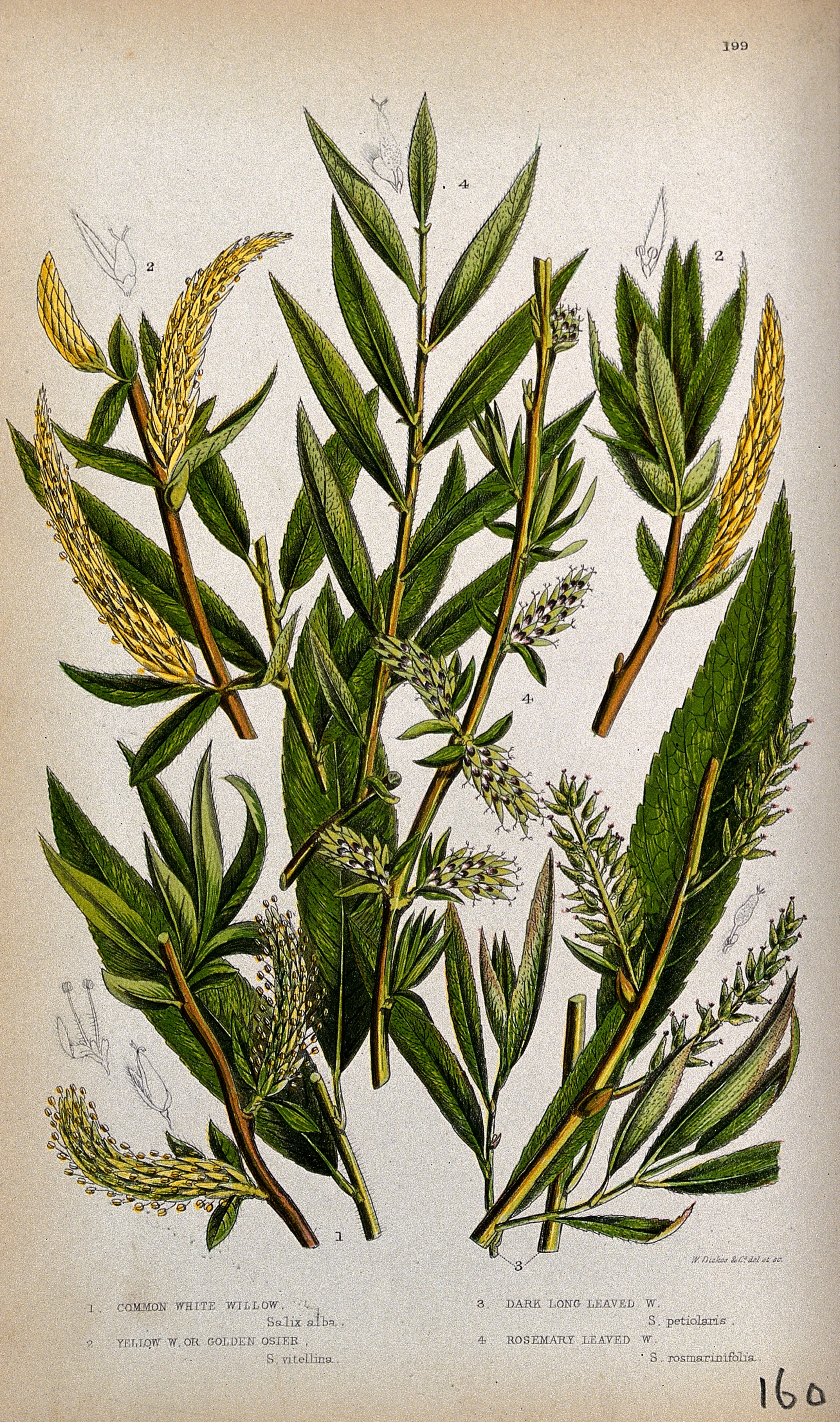
Quattro steli di salice con amenti, illustrazione di Anne Pratt.
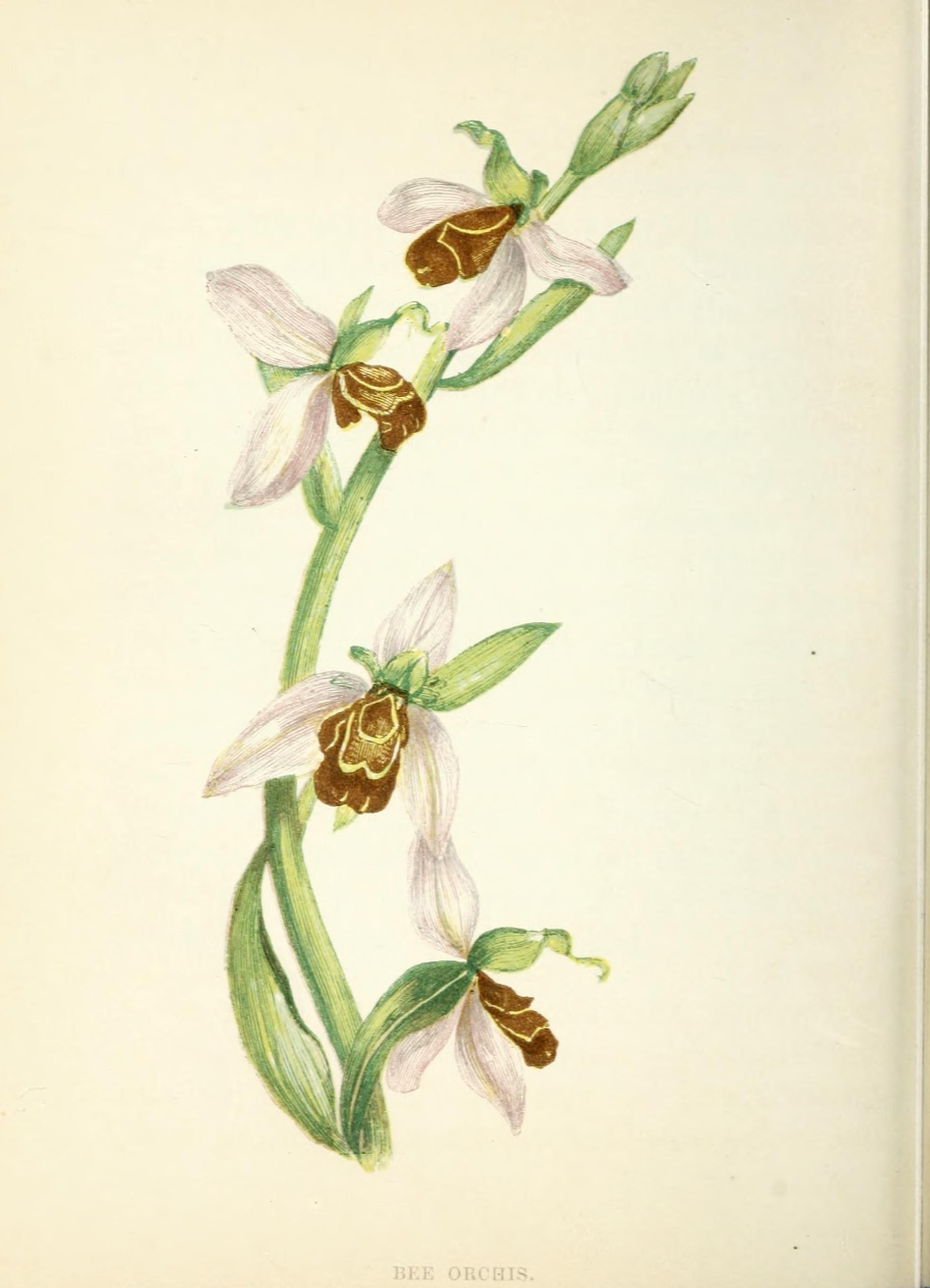

- title=Illustrazione di Anne Pratt